# Brian Gibson (cầu thủ bóng đá)
Brian Gibson (22 tháng 2 năm 1928 – 11 tháng 5 năm 2010) là một cầu thủ bóng đá người Anh sinh ra ở Huddersfield, thi đấu ở vị trí hậu vệ ở Football League cho Huddersfield Town.